# Дребен игловръх
Дребният игловръх (Alyssum minutum) е вид растения от семейство Кръстоцветни (Brassicaceae).
Таксонът е описан за пръв път от Дидерих Франц Леонард фон Шлехтендал през 1821 година.